# アキュラ
アキュラ（英語: ACURA）は、本田技研工業が1986年3月にアメリカ合衆国・カナダで開業した高級車ブランドである。
現地開発モデルを含む6車種で展開され、販売台数の7割を北アメリカ生産車が占めている（2005年時点）。

## 概要
アメリカにおけるホンダの歴史は、1959年、ロサンゼルスに販売会社・アメリカンホンダモーター（American Honda Motor）が設立されたことに始まる。小型バイク、スーパーカブを始めとする二輪車の販売で成功したホンダは、1973年の第一次石油危機に際して、低燃費の小型車・シビックによりアメリカ自動車市場への進出に成功した。1982年にはオハイオ州メアリーズビルの自社工場において、乗用車・アコードの生産を開始したが、これは、日本の自動車会社として初めてのアメリカ現地生産であった。
大衆車の販売で成功したホンダは、より上級の自動車市場への進出を計画、1985年には、アメリカ現地での研究所として、ホンダR&Dアメリカ社の技術開発センターが、オハイオ州に完成した。翌1986年3月にアキュラが開業、全米60店舗のディーラーを通して、スポーティーカー（現在でいうスポーツコンパクト）のインテグラと、フラッグシップのレジェンドの販売が開始された。これは、日本の自動車会社による高級車ブランド設立の第一例であり、トヨタ自動車のレクサス（1989年9月開業）や、日産自動車のインフィニティ（1989年11月開業）に先立つものであった。
開業初年には、早くも自動車ブランド別の顧客満足度調査において第1位を獲得し、アメリカでの高評価が定着した。アキュラブランドの販売は、カナダでも1986年から開始された。同地においては独立したディーラー網の展開はなく、ホンダブランドの下での併売となっている。
1990年には、NSXが発売された。
1991年に香港、2004年11月30日にメキシコ、2006年9月27日に中華人民共和国（マカオなどを除く）、2014年にロシア市場へも進出し、ブラジルにも進出する計画が発表されるなど、レクサスやインフィニティに比べて遅れていた世界展開が進んでいる。
一方で、あえてアキュラブランドを導入しない地域もある。日本もそのひとつである（経緯は後述）。韓国ではホンダコリア社長鄭祐泳がアキュラよりもホンダブランドの知名度が高いことを理由として挙げている。

## 歴史
- 1986年3月 - アメリカ合衆国で開業。カナダでもアキュラ「レジェンド」と「インテグラ」の販売が開始される[6]。
- 1990年 - アメリカにおけるCSI（顧客満足度調査）で、自動車ブランドとして5年連続の第1位を獲得[7]。
- 2002年7月 - アメリカにおけるアキュラ車の累計販売台数が200万台に達する[8]。
- 2004年 - メキシコでの販売を開始。
- 2005年7月 - 中国での販売計画を発表。開業予定は2006年春とした[9]。
- 2005年12月 - 北米向けNSXの生産を終了[10]。
- 2006年9月 - 中国での販売を開始[11]。
- 2007年5月 - アキュラデザインスタジオが、カリフォルニア州に完成[12]。
- 2008年9月 - ロシアでの販売計画を発表。開業は2011年を目処とするとした[4]。2014年に販売開始したが2016年に撤退。
- 2012年10月 - ブラジルでの販売計画を発表[13]。2015年投入。
- 2022年 - ホンダと合弁会社を運営する広州汽車集団が中国での生産販売を終了すると発表した[14]。

## 販売車種の特徴
スポーティーさを特徴とする高級セダン・SUVを展開している。NSXの一時発売終了以降は全車種が前輪駆動車やそれをベースにした四輪駆動車となっていたが、2016年に新NSX（後輪駆動＋モーターアシストによる四輪駆動）が発売されたことでその法則は崩れた。直列4気筒エンジン搭載のモデルが存在する一方で、最大でもV型6気筒エンジンに留まるなどの特徴は、従来アメリカで認識されてきた「高級車ブランド」像とは異なるものである。また、レクサスやインフィニティなどが日本製による品質とイメージの維持を図っているのに対して、アキュラは現地開発・現地生産による現地化に注力しているのも特徴である。

## 評価と実績
2006年のアメリカ合衆国における販売台数は20万1,223台であり、そのうち約13万台が北米現地生産車であった。2009年、アキュラは全車種が自動車ブランドとして史上初めて、二つの代表的な自動車安全調査機構、米国運輸省道路交通安全局（NHTSA）によるクラッシュ・テストでの5つ星と、米国道路安全保険協会（IIHS）による「トップセーフティピック」評価を獲得した。

## 名称とロゴマーク
ブランド名は、「Accuracy（正確さ）」を連想させる造語である。ホンダのエンブレムの「Hマーク」をちょうど逆にした「A」に起縁する、また、アルファベット順に並べた場合に、他のどのブランドよりも先頭にくることが考慮されたとも言われる。エンブレムはカリパス（ノギス）を象ったものに手を加えて「Aマーク」と見えるようにしたものである。
モデル名は当初、「アキュラ・レジェンド」、「アキュラ・ビガー」など、同型車がホンダブランドで発売される際と同一の名称が使用されていたが、その後は全モデルがアルファベット2文字か3文字の名称に変更・統一されている。

## 日本での販売計画
アキュラ・ブランドは日本への導入も計画されていたが、世界金融危機の影響による自動車市場の環境変化により撤回された。
- 2005年12月 - 2008年秋からの日本導入を発表。スポーティーモデルを中心に4〜5車種を投入し、全国100店舗程度で開業するとした[17][18]。
- 2007年7月 - 当初計画より2年程度延期し、2010年以降の開業とすることを発表[19][20]。
- 2008年8月 - 低公害型ディーゼルエンジン搭載車や、高級スポーツカーNSXの後継車種などの投入が示唆される[21]。
- 2008年12月 - 日本導入計画の白紙撤回を発表[22]。

## 過去の販売車種
- ビガー（ホンダ・ビガー）（1995年TLへ移行）
- レジェンド（ホンダ・レジェンド）（1996年RLへ移行）
- SLX（ホンダ・ホライゾン）（1999年廃止）
- RSX（ホンダ・インテグラ）（2006年廃止）
- CL（2003年廃止）
- EL（ホンダ・ドマーニ/ホンダ・シビックフェリオ）（カナダ専売、2005年CSXへ移行）
- RSX（ホンダ・インテグラ）（2007年廃止）
- CSX（ホンダ・シビック）（カナダ専売、2012年ILXへ移行）
- RL（ホンダ・レジェンド）（2012年RLXへ移行）
- ZDX（北米・中国専用モデル。2013年廃止）
- TL（ホンダ・インスパイア）（2014年TLXへ移行）
- TSX（ホンダ・アコード）（2014年TLXへ移行）
- RLX（ホンダ・レジェンド）（2020年廃止）
- NSX（2022年廃止）
- ILX（同上）

## コンセプトカー
- NSX (1989年)
- CL-X（英語版） (1995年)
- CL タイプS (2002年)
- RD-X (2002年)
- DN-X (2002年)
- TL (2003年)
- TL A-Spec (2003年)
- TSX A-Spec (2005年)
- RL A-Spec (2005年)
- RSX (2005年)
- MD-X (2006年)
- アドバンスドセダン (2006年)
- アドバンスドスポーツカー (2007年)
- ZDX (2009年)
- NSX (2012年)
- コンセプト SUV-X (2013年)
- MDX (2013年)
- TLX (2015年)
- NSX inspired EV (2016年)
- プレジション (2016年)
- RDX (2018年)
- タイプS (2019年)
- プレジションEV (2022年)

## モータースポーツ
フォーミュラカーがメインのホンダブランドと異なり、アキュラのモータースポーツはスポーツカーレースが主戦場である。また北米でのモータースポーツ活動は、ホンダ・レーシング USA（HRC US）（旧∶ホンダ・パフォーマンス・ディベロップメント（HPD））を通じて行われている。